# Fengcun, Guangdong
Fengcun (kinesiska: 凤村) är en köping i sydöstra Kina. Den ligger i Deqing härad i staden Zhaoqing i provinsen Guangdong, omkring 120 kilometer väster om provinshuvudstaden Guangzhou. Antalet invånare är 27 344. Befolkningen består av 13 087 kvinnor och 14 257 män. Barn under 15 år utgör 26,0 %, vuxna 15-64 år 63 %, och äldre över 65 år 10,0 %.